# Мальчевська (Тарногський район)
Мальче́вська (рос. Мальчевская) — присілок у складі Тарногського району Вологодської області, Росія. Входить до складу Тарногського сільського поселення.

## Населення
Населення — 45 осіб (2010; 52 у 2002).
Національний склад (станом на 2002 рік):
- росіяни — 98 %